# Magnesiotaaffeïta-2N'2S
La magnesiotaaffeïta-2N’2S és un mineral de la classe dels òxids, que pertany al grup de la taaffeïta.

## Característiques
La magnesiotaaffeïta-2N’2S és un òxid de fórmula química Mg₃Al₈BeO16. Cristal·litza en el sistema hexagonal. La seva duresa a l'escala de Mohs es troba entre 8 i 8,5. Va ser anomenada com a taaffeïta en honor del comte Edward Charles Richard Taaffe, gemòleg de Dublín (Bohèmia, Àustria-Hongria, 1898 - Dublín, Irlanda, 1967), qui va descobrir el mineral el 1945. Va ser el primer cas d’un mineral nou descobert com a gemma facetejada. El sufix va ser afegit per Armbruster et al. (2002) per indicar el polisoma.
Segons la classificació de Nickel-Strunz, la magnesiotaaffeïta-2N'2S pertany a «04.FC: Hidròxids (sense V o U), amb OH, sense H₂O; octaedres que comparteixen angles» juntament amb els següents minerals: bernalita, dzhalindita, söhngeïta, burtita, mushistonita, natanita, schoenfliesita, vismirnovita, wickmanita, jeanbandyita, mopungita, stottita, tetrawickmanita, ferronigerita-2N1S, magnesionigerita-6N6S, magnesionigerita-2N1S, ferronigerita-6N6S, zinconigerita-2N1S, zinconigerita-6N6S i magnesiotaaffeïta-6N'3S.

## Formació i jaciments
Va ser descoberta a la localitat de Niriella, a Ratnapura (Sabaragamuwa, Sri Lanka). Tot i tractar-se d'una espècie no gaire habitual ha estat descrita en tots els continents del planeta a excepció de l'Antàrtida.